# کوسانو کاناوزه
کوسانو کاناوزه (به ایتالیایی: Cossano Canavese) یک کومونه در ایتالیا است که در استان تورین واقع شده‌است.

## خصوصیات
کوسانو کاناوزه ۳٫۳ کیلومترمربع مساحت و ۵۲۸ نفر جمعیت دارد و ۳۴۶ متر بالاتر از سطح دریا واقع شده‌است.